# Еліна Нечаєва
Еліна Нечаєва (ест. Elina Netšajeva; нар. 10 листопада 1991, Таллінн, Естонія) — естонська співачка. Представниця Естонії на пісенному конкурсі Євробачення 2018 з піснею «La forza».

## Біографія
Має змішане чуваське, естонське, та російське походження.
2011 року закінчила Талліннську французьку школу. 2016 року закінчила Естонську академію музики й театру та отримала диплом магістра з класичного співу.
Дебют на сцені відбувся під час естонського музичного шоу «Eesti otsib superstaari», де вона брала участь, але вилетіла у попередніх раундах. 2014 року брала участь у шоу Klassikatähed, де стала однією з трьох фіналісток.
2018 року перемогла в естонському відборі на Євробачення з італомовною піснею «La forza». Слова до пісні написані нею у співавторстві з Ксенією Кучуковою.